# Camille Graeser
Camille Louis Graeser (* 27. Februar 1892 in Carouge, Kanton Genf; † 21. Februar 1980 in Wald ZH) war ein Schweizer Maler, Innenarchitekt, Designer, Grafiker und Vertreter der Zürcher Schule der Konkreten.

## Leben
Camille Graeser wuchs in Stuttgart auf. Er absolvierte eine Schreinerlehre und studierte an der dortigen Königlichen Kunstgewerbeschule Möbelbau und Innenarchitektur bei Bernhard Pankok. 1915 arbeitete er als Möbelzeichner in Berlin und begegnete dort Herwarth Walden von der Galerie Der Sturm. 1917 eröffnete er in Stuttgart ein eigenes Atelier für Innenarchitektur und Werbegrafik und nahm Malunterricht bei Adolf Hölzel.
In Stuttgart war Graeser vor allem als Innenarchitekt und Designer von Gebrauchsgegenständen tätig. 1918 konnte er seine Werke im Kunsthaus Schaller in Stuttgart erstmals in einer Einzelausstellung präsentieren. Er wurde 1918 zudem in den Deutschen Werkbund aufgenommen und beteiligte sich an dessen Ausstellungen. So steuerte er zum Beispiel Exponate zu der wegweisenden Ausstellung Die Form ohne Ornament (1924) bei. 1927 richtete Graeser eine Musterwohnung in einem von Mies van der Rohe entworfenen Wohnblock in der Weißenhofsiedlung in Stuttgart im Rahmen der Ausstellung Die Wohnung ein.
1933 flüchtete Graeser nach Zürich. In der Schweiz fiel es ihm zunächst schwer, beruflich wieder Fuß zu fassen. Er heiratete Emmy Rauch, die den Arbeitslosen finanziell unterstützte. In der Schweiz konzentrierte sich Graeser auf die Malerei. Seine künstlerische Tätigkeit begann 1937 mit dem Beitritt zur Künstlergruppe allianz. Ab dem Folgejahr beteiligte er sich an fast allen Ausstellungen der allianz, ab 1947 auch im Ausland.
Die Staatliche Akademie der Bildenden Künste Stuttgart ernannte Camille Graeser am 8. Februar 1977 aus Anlass seines 85. Geburtstags zum Ehrenmitglied, wodurch „nicht nur die engen Beziehungen des Malers und Graphikers zum Stuttgarter Kunstleben, sondern auch sein herausragender Beitrag zur konkreten Kunst gewürdigt werden“ sollten.
Er fand seine letzte Ruhestätte auf dem Zürcher Friedhof Nordheim. Seine Grabstätte wurde aufgehoben.
Zur Verwaltung seines Nachlasses rief seine Witwe die Camille-Graeser-Stiftung ins Leben, die sich bis heute seinem künstlerischen Wirken widmet.

## Werk

### Künstlerisches Werk
Als Künstler entwickelte Graeser unter dem Einfluss seines Lehrers Adolf Hölzel um 1920 einen abstrakten Expressionismus. Später ging er zu einem strengen, flächigen Purismus über, der von seinen Stuttgarter Kollegen Oskar Schlemmer und Willi Baumeister beeinflusst war. Als Innenarchitekt war er 1927 der führende Vertretern des Neuen Bauens und Neuen Wohnens im süddeutschen Raum.
Im Kreis der Zürcher Konkreten war Graeser gleichzeitig der älteste und der bescheidenste Künstler. Wenn er sich zu seinem Werk äusserte, tat er dies auf poetische Weise. 1943 ging er zu einer streng konstruktiven Gestaltungsweise über.
In einer 1944 veröffentlichten Erläuterung der Begriffe abstrakt und konkret meinte er, konkret sei nicht nur Reinheit, Gesetz und Ordnung, es bedeute auch der sichtbar gestaltete malerische Klang, ähnlich der Musik.

### Artikel zur Innenarchitektur
- Möbel und Zeit-Bedürfnis. In: Innendekoration. Mein Heim, mein Stolz; die gesamte Wohnungskunst in Bild und Wort. Band 35, Stuttgart 1924, S. 326f.
- Ruheraum der Frau. In: Innendekoration. Mein Heim, mein Stolz; die gesamte Wohnungskunst in Bild und Wort. Band 41, Stuttgart 1930, S. 324–324.

## Ausstellungen
- 1918: Kunsthaus Schaller, Stuttgart: modernistische Wohnideen und ungegenständliche Zeichnungen
- 1924: Werkbund-Ausstellung: Die Form ohne Ornament
- 1926: Landesgewerbemuseum Stuttgart
- 1938: allianz-Ausstellung in der Kunsthalle Basel
- 1951: Optische Musik, erste Einzelausstellung in der Schweiz, Galerie 16, Zürich
- 1955: Einzelausstellung im Club Bel Etage, Zürich
- 1958: Wanderausstellung Ungegenständliche Kunst in der Schweiz und 29. Biennale di Venezia.
- 1964: erste Retrospektive im Kunsthaus Zürich, zusammen mit Johannes Itten
- 1969: Teilnahme an der 1. Biennale von Nürnberg und an der 10. Bienal de São Paulo
- 1976: Retrospektive im Westfälischen Landesmuseum Münster und im Kunstmuseum Düsseldorf.
- 1977: Documenta 6 in Kassel
- 1979: Retrospektive mit Max von Moos im Kunsthaus Zürich und im Wilhelm-Hack-Museum, Ludwigshafen am Rhein
- 2009: Camille Graeser, vom Entwurf zum Bild. Ideenskizzen und Entwurfszeichnungen 1938–1978, Haus Konstruktiv, Zürich und anschliessend 2010 im Museum Ritter in Waldenbuch, sowie in der Städtischen Galerie Wolfsburg
- 2015: Aus der Reihe bewegt. Druckgraphik von Camille Graeser, Museum Kunstpalast, Düsseldorf
- 2016: Camille Graeser und die Musik. Aargauer Kunsthaus, Aarau[7][8]
- 2019/2020: Camille Graeser: Vom Werden eines konkreten Künstlers, Haus Konstruktiv, Zürich, kuratiert von Vera Hausdorff, Konservatorin der Camille Graeser Stiftung[9]
- 2020/2021: Camille Graeser. Devenir concret. Musée des Beaux-Arts de La Chaux-de-Fonds, La Chaux-de-Fonds. Commissariat: David Lemaire et Vera Hausdorff[10]

## Auszeichnungen
- 1972: Ehrengabe aus dem Kulturkredit des Kantons Zürich
- 1975: Kunstpreis der Stadt Zürich
- 1977: Ernennung zum Ehrenmitglied der Staatlichen Akademie der bildenden Künste, Stuttgart